# 정홍기

정홍기 깃발

정홍기 (正紅旗, 만주어: ᡤᡠᠯᡠ
ᡶᡠᠯᡤᡳᠶᠠᠨ
ᡤᡡᠰᠠ, 묄렌도르프: gulu fulgiyan gūsa, 청: gulu fulgiyan gvsa)는 청나라의 팔기이고, 정홍기로 이름 붙혀졌다. 하오기의 우두머리이고, 기주는 화석예친왕이다. 양백기, 양홍기, 정람기, 양람기와 함께 하오기로 불린다.

## 개요
정홍기는 만주 · 몽골 · 한군으로 나뉘어, 제왕, 패륵, 패자가 분담해서 통치하였다.
팔기 인구 중 가작 적다.
청나라 말기에 74개의 정좌령을 거느린 정홍기는 기병 2만 3천명과, 기병의 가족 모두를 합쳐 약 11만 5천명을 거느렸다. 정홍기는 네개의 성씨인 특혁씨, 마나랍씨, 공갈씨, 만화씨인데, 명나라 유족들에게 가장 나쁜 이미지를 갖고 있는 성씨는 특혁씨였는데, 장강 이남의 한인을 모두 죽여야한다고 주장했기 때문이다.

## 정홍기 출신 인물물
| 만주                                         | 만주                              | 몽골   | 한군                       |
| -------------------------------------------- | --------------------------------- | ------ | -------------------------- |
| - 호호리 - 다이샨 - 화신 - 풍신은덕 - 오란태 | - 육윤 - 영렴지 - 부경파 - 라오서 | - 워신 | - 영완아 - 이국영 - 정지룡 |

## 같이 보기
- 팔기제